# Paepalanthus homomallus
Paepalanthus homomallus är en gräsväxtart som först beskrevs av August Gustav Heinrich von Bongard, och fick sitt nu gällande namn av Carl Friedrich Philipp von Martius och Friedrich August Körnicke. Paepalanthus homomallus ingår i släktet Paepalanthus och familjen Eriocaulaceae. Inga underarter finns listade i Catalogue of Life.